# یواس‌اس گروز (ای‌ام‌اس-۱۵)
یواس‌اس گروز (ای‌ام‌اس-۱۵) (به انگلیسی: USS Grouse (AMS-15)) یک کشتی بود که طول آن ۱۳۶ فوت (۴۱ متر) بود. این کشتی در سال ۱۹۴۳ ساخته شد.